# Pas vu pas pris (chanson)
Pour les articles homonymes, voir Pas vu, pas pris.
Singles de Corynne Charby
Pile ou face
(1987) Elle sortait tard le soir
(1987)
Clip vidéo
[vidéo] « Pas vu pas pris (audio) », sur YouTube
Pas vu pas pris est une chanson de l'actrice et chanteuse française Corynne Charby extraite de son deuxième album, Toi, paru en 1987.
Sortie en single, cette chanson fait son entrée au classement français des singles à la 50e place lors de la semaine du 12 décembre 1987 et atteint sa meilleure position à la 39e place six semaines plus tard.

## Liste des titres
Toutes les chansons sont écrites et composées par Franck Yvy / Jean-Louis D'Onorio.
| 1. | Pas vu pas pris           | 3:40 |
| 2. | Quelques notes de musique | 3:30 |

## Classements
| Classement (1987-1988) | Meilleure position |
| ---------------------- | ------------------ |
| France (SNEP)          | 39                 |